# Saint-Sylvain-d’Anjou
Saint-Sylvain-d’Anjou korábbi község Franciaország Loire mente régiójában, Maine-et-Loire megyében. 2016. január 1-jén Pellouailles-les-Vignes korábbi községgel egyesült és Verrières-en-Anjou új község része lett.
Lakosainak száma 4842 fő (2018. január 1.). Saint-Sylvain-d’Anjou Écouflant, Villevêque, Pellouailles-les-Vignes, Le Plessis-Grammoire és Saint-Barthélemy-d’Anjou községekkel határos.

## Népesség
A település népessége az elmúlt években az alábbi módon változott:
| Lakosok száma | 1536 | 1684 | 2535 | 3488 | 4553 | 4422 | 4473 | 7357 | 4694 | 4842 |
|               | 1962 | 1968 | 1975 | 1990 | 1999 | 2008 | 2013 | 2016 | 2017 | 2018 |